# Anton Rietter
Anton Rietter (* 13. Juni 1808 in Stadtamhof; † 6. November 1866 ebenda) war ein römisch-katholischer Geistlicher, Moraltheologe und Hochschullehrer.

## Leben
Anton Rietter wurde als Sohn von Anton Rietter und Catharina Rietter, geb. Holitschka, geboren. Er studierte 1826 bis 1830 am Lyzeum in Regensburg und trat 1830 ins Klerikalseminar Regensburg ein. Am 1. August 1831 wurde er in Regensburg zum Priester geweiht. In den Jahren 1831 und 1832 arbeitete er als Hilfspriester in Hohenschambach (Gemeinde Hemau). Es folgte 1832 bis 1834 ein Promotionsstudium an der Ludwig-Maximilians-Universität München, das er 1884 mit der Promotion zum Dr. theol. abschloss. Anschließend war er bis 1834 als Studienlehrer und Präfekt am Königlichen Erziehungsinstitut in München tätig, ab 1835 als Professor für Moraltheologie am Lyzeum in Amberg, später zusätzlich für alttestamentliche Exegese und biblische Archäologie. 1842 wechselte er als Professor für Moraltheologie und Exegese an das Lyzeum in Regensburg, den Vorläufer der Philosophisch-theologischen Hochschule Regensburg. Von 1852 bis 1866 lehrte er als ordentlicher Professor für Moraltheologie an der LMU München. Dort nahm er auch die Aufgabe des Universitätspredigers wahr.

## Auszeichnungen
- 1861: Ritter des Königlichen Verdienstordens vom Hl. Michael I. Klasse
- 1862: Erzbischöflicher Geistlicher Rat

## Werke
- Über das Geschäft der Vernunft in dem theologischen Beweise, 1832/1833 (Diss.).
- Die Moral der christlichen Schriftsteller der ersten zwei Jahrhunderte. Ein Beitrag zur Geschichte der christlichen Ethik, Stadtamhof 1845.
- Die Sittenlehre der Kirchenväter der ersten zwei Jahrhunderte, 1845.
- Das Leben, das Werk und die Würde Jesu Christi, dargestellt aus den Schriften der apostolischen Väter, Regensburg 1846.
- Der Weg der heiligen Liebe. Eine Anweisung zur christlichen Lebensweisheit, München 1856.
- Der heiligen Liebe natürliches Licht und anerschaffene Kraft, Augsburg 1857.
- Die Moral des heiligen Thomas von Aquin, München 1858.
- Breviarium der christlichen Ethik, Regensburg/New York 1866.